# Mne ne bolno
Mne ne bolno (russisk: Мне не больно, da.: Det gør mig ikke ondt) er en russisk spillefilm fra 2006 instrueret af Aleksej Balabanov.

## Medvirkende
- Renata Litvinova som Tata
- Aleksandr Jatsenko som Misja
- Dmitrij Djuzjev som Oleg
- Nikita Mikhalkov som Sergej Sergejevitj
- Inga Strelkova-Oboldina som Alja